# Lonchodes malleti
Lonchodes malleti är en insektsart som beskrevs av Bragg 200. Lonchodes malleti ingår i släktet Lonchodes och familjen Phasmatidae. Inga underarter finns listade i Catalogue of Life.